# Dalğa-Arena
Die Dalğa-Arena ist ein Fußballstadion in der Siedlung Mərdəkan, Bezirk Xəzər, der aserbaidschanischen Hauptstadt Baku. Es ist Spielstätte verschiedener Fußballvereine des Landes und bietet 6500 Zuschauern Platz. Die Anlage liegt auf der Halbinsel Abşeron nur wenige hundert Meter vom Strand des Kaspischen Meeres entfernt.

## Geschichte
Die Dalğa-Arena wurde am 6. Juni 2011 durch den FIFA-Präsident Sepp Blatter, den UEFA-Präsident Michel Platini sowie den Präsidenten des aserbaidschanischen Fußballverbandes AFFA, Rövnəq Abdullayev, eröffnet.
Die Sportstätte war einer der Austragungsorte der U-17-Fußball-Weltmeisterschaft der Frauen 2012 und auch der U-17-Fußball-Europameisterschaft 2016.

## Länderspiele von Aserbaidschan
Die Dalğa-Arena war Schauplatz von bisher sieben Partien der aserbaidschanischen Fußballnationalmannschaft.
- 10. Aug. 2011:  Aserbaidschan –  Mazedonien 0:1 (Freundschaftsspiel)[5]
- 07. Okt. 2011:  Aserbaidschan –  Österreich 1:4 (Qualifikation zur EM 2012)[6]
- 10. Juni 2022:  Aserbaidschan –  Slowakei 0:1 (UEFA Nations League 2022/23)[7]
- 13. Juni 2022:  Aserbaidschan –  Belarus 2:0 (UEFA Nations League 2022/23)[8]
- 25. Sep. 2022:  Aserbaidschan –  Kasachstan 3:0 (UEFA Nations League 2022/23)[9]
- 17. Juni 2023:  Aserbaidschan –  Estland 1:1 (Qualifikation zur EM 2024)[10]
- 12. Sep. 2023:  Aserbaidschan –  Jordanien 2:1 (Freundschaftsspiel)[11]

## Spiele der U-17-Fußball-Weltmeisterschaft der Frauen 2012
- 23. Sep. 2012, Gruppe D:  Ghana –  Deutschland 1:2 (0:2)
- 23. Sep. 2012, Gruppe D:  Uruguay –  Volksrepublik China 0:4 (0:3)
- 25. Sep. 2012, Gruppe B:  Frankreich –  Nordkorea 1:1 (0:0)
- 25. Sep. 2012, Gruppe B:  Vereinigte Staaten –  Gambia 6:0 (1:0)
- 29. Sep. 2012, Gruppe B:  Gambia –  Frankreich 2:10 (0:3)
- 29. Sep. 2012, Gruppe A:  Kanada –  Aserbaidschan 1:0 (0:0)

## Spiele der U-17-Fußball-Europameisterschaft 2016
- 06. Mai 2016, Gruppe D:  Niederlande –  Spanien 0:2 (0:1)
- 06. Mai 2016, Gruppe C:  Frankreich –  Dänemark 0:0
- 08. Mai 2016, Gruppe A:  Portugal –  Schottland 2:0 (1:0)
- 08. Mai 2016, Gruppe B:  Ukraine –  Österreich 0:2 (0:2)
- 11. Mai 2016, Gruppe A:  Portugal –  Belgien 0:0
- 11. Mai 2016, Gruppe B:  Deutschland –  Österreich 4:0 (3:0)
- 14. Mai 2016, Viertelfinale:  Portugal –  Österreich 5:0 (2:0)
- 14. Mai 2016, Viertelfinale:  Deutschland –  Belgien 1:0 (0:0)
- 18. Mai 2016, Halbfinale:  Portugal –  Niederlande 2:0 (1:0)
- 18. Mai 2016, Halbfinale:  Deutschland –  Spanien 1:2 (1:0)